# Патимоккха

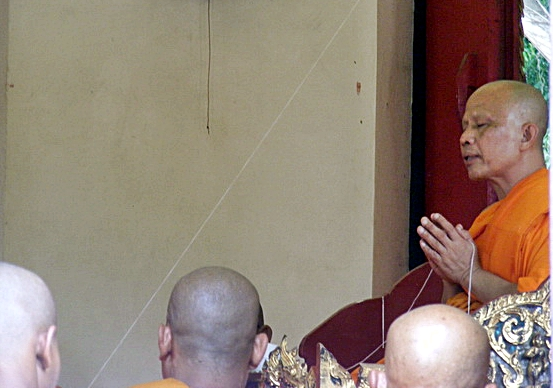
Чтение патимоккхи

Патимоккха (санскр. पातिमोक्ष, pāṭimokkha) — это свод монашеских правил в буддийской традиции Тхеравады. Она является частью Виная-питаки, одного из трех разделов Трипитаки (священных текстов буддизма). Патимоккха содержит 227 правил для монахов (бхиккху) и 311 правил для монахинь (бхиккхуни), регулирующих их повседневную жизнь, поведение и практику.
Основные цели Патимоккхи:
1.Поддержание дисциплины и гармонии в монашеской общине.
2.Предотвращение нарушений нравственности.
3.Помощь монахам в достижении духовного прогресса и освобождения.
Эти правила зачитываются каждые две недели на собрании монахов в обителях для очищения общины и напоминания о важности соблюдения дисциплины.

## Параджика
Обеты, нарушение которых влечёт исключение из общины.
1. Патхамапараджика-сиккхапада — обет отказа от половых связей.
2. Дутияпараджика-сиккхапада — обет отказа от присвоения чужого.
3. Татияпараджика-сиккхапада — обет отказа от убийства или призывов к убийству живых существ.
4. Чатутхапараджика-сиккхапада — обет отказа от ложного хвастовства о наличии сверхъестественных способностей.

## Сангхадисеса
Нарушения, требующие собрания общины монахов.
1. Суккависсаттхи-сиккхапада — обет отказа от намеренного испускания семени.
2. Кайасамсагга-сиккхапада — обет отказа от телесных прикосновений к женщине.
3. Дуттхуллавача-сиккхапада — обет отказа от разговоров на непристойные темы.
4. Аттакамапаричарийа-сиккхапада — обет отказа от склонения женщины к половому контакту с собой.
5. Санчаритта-сиккхапада — обет отказа от участия в передаче намерений между мужчиной и женщиной с целью женитьбы или отношений.
6. Кутикара-сиккхапада — обет отказа от постройки жилища на подаяния, без приглашения других монахов для одобрения или если его размер превышает 3 х 1,75 метра.
7. Вихаракара-сиккхапада — обет отказа от принятия жилища, без приглашения других монахов для одобрения.
8. Дуттхадоса-сиккхапада — обет отказа от необоснованных обвинений других монахов в параджике в надежде на их расстриг.
9. Дутийадуттхадоса-сиккхапада — обет отказа от необоснованных обвинений с использованием уловок других монахов в параджике в надежде на их расстриг.
10. Сангхабхеда-сиккхапада — обет отказа от создания раскола сангхи или активного поднятия спорных вопросов, которые могут привести к расколу.
11. Бхедануваттака-сиккхапада — обет отказа от поддержки раскольников в сангхе.
12. Дуббача-сиккхапада — обет отказа от упрямства воспринимать критику.
13. Куладусака-сиккхапада — обет отказа от недостойного поведения (фривольного, раболепного, и т.д.) с мирянами.

## Анията
Неопределённые нарушения (зависит от показаний монаха, а не от свидетелей).
1. Патхамаанията-сиккхапада — обет отказа от нахождения с женщиной в уединенном месте, где теоретически возможна близость.
2. Дутияанията-сиккхапада — обет отказа от нахождения с женщиной в уединенном месте, где теоретически возможен разговор о близости.

## Ниссагия Пачиттия
Нарушения, требующие признания и искупления (передача запрещенного предмета во владение сангхи).
1. Катхина-сиккхапада — обет отказа от имения более трех одежд на протяжении более, чем 10 дней.
2. Удосита (дутиякатхина) сиккхапада — обет отказа от проведения более одной ночи отдельно от любой из своих 3 одежд, если это не утверждено монахами.
3. Татиякатхина-сиккхапада — обет отказа от хранения излишнего куска ткани более одного месяца.
4. Пураначивара-сиккхапада — обет отказа от использования одежды, обработанной неродственной монахиней.
5. Чиварапатиггахана-сиккхапада — обет отказа от принятия одежды от неродственной монахини, за исключением случаев обмена.
6. Аннятакавиннятти-сиккхапада — обет отказа от выпрашивания одежды у мирян (если монаху есть во что одеться).
7. Татуттари-сиккхапада — обет отказа от принятия кусков ткани в большем количестве, чем надо для одежды.
8. Упаккхата-сиккхапада — обет отказа от намеков мирянам, желающим подарить монаху одежду, из желания получить более красивую одежду.
9. Дутияпаккхата-сиккхапада — обет отказа от намеков мирянам, желающим подарить монаху предметы одежды, из желания получить более красивые предметы одежды.
10. Раджа-сиккхапада — обет отказа от принятия денег, даваемых для приобретения одежды.
11. Косия-сиккхапада — обет отказа от имения коврика, содержащего шелк.
12. Суддхакалака-сиккхапада — обет отказа от имения коврика, сделанного из чистой черной шерсти.
13. Двебхага-сиккхапада — обет отказа от имения коврика, сделанного не по принципу - 1/2 из черной шерсти, 1/4 из белой и 1/4 и коричневой шерсти.
14. Чхаббасса-сиккхапада — обет отказа от обретения нового коврика, когда предыдущий прослужил менее 6 лет.
15. Элакалома-сиккхапада — обет отказа от обретения нового коврика, в который не вшит лоскут из предыдущего коврика размерами не менее 25 х 25 см.
16. Элакаломадховапана-сиккхапада — обет отказа от несения шерсти более 48 км, предоставленной во время странствий.
17. Рупия-сиккхапада — обет отказа от шерсти, обработанной неродственной монахиней.
18. Рупиясамвохара-сиккхапада — обет отказа от принятия золота или серебра.
19. Кайавиккая-сиккхапада — обет отказа от участия в денежных обменах.
20. Патта-сиккхапада — обет отказа от участия в различных видах торговли.
21. Унапанчабандхана-сиккхапада — обет отказа от хранения излишней чаши для подаяния на протяжении более, чем 10 дней.
22. Бхесадджа-сиккхапада — обет отказа от обретения новой чаши для подаяний, если предыдущая выдержала менее 5 починок.
23. Вассикасатика-сиккхапада — обет отказа от держания при себе лекарств в запасе более, чем на 7 дней.
24. Чиварааччхиндана-сиккхапада — обет отказа от обретения одежды для купания ранее, чем за месяц до окончания горячего сезона и использования этой одежды ранее, чем за 2 недели до окончания горячего сезона.
25. Суттавиннятти-сиккхапада — обет отказа от приобретения нити и передачи ее ткачу, с просьбой изготовить какую-либо ткань.
26. Махапесакара-сиккхапада — обет отказа от просьб ткачей соткать определенную одежду, с целью сделать ее красивее.
27. Аччакачивара-сиккхапада — обет отказа от хранения излишней одежды, преподнесенной "настойчиво" более одного сезона.
28. Сусанка-сиккхапада — обет отказа от хранения одной из своих одежд более 6 дней в деревне, при условии обитания в удаленных местах, которые считаются опасными.
29. Парината-сиккхапада — обет отказа от обращения на себя подношений, которые предназначались сангхе.

## Пачиттия
Нарушения, требующие признания.
1. Мусавада-сиккхапада
2. Омасавада-сиккхапада
3. Песуння-сиккхапада
4. Падасодхамма-сиккхапада
5. Сахасейя-сиккхапада
6. Дутиясахасейя-сиккхапада
7. Дхаммадесана-сиккхапада
8. Бхутарочана-сиккхапада
9. Дуттхулларочана-сиккхапада
10. Патхавикханана-сиккхапада
11. Бхутагама-сиккхапада
12. Аннявадака-сиккхапада
13. Удджхапанака-сиккхапада
14. Сенасана-сиккхапада
15. Дутиясенасана-сиккхапада
16. Анупакхадджа-сиккхапада
17. Никкаддхана-сиккхапада
18. Вехасакути-сиккхапада
19. Махаллакавихара-сиккхапада
20. Саппанака-сиккхапада
21. Овада-сиккхапада
22. Аттхангата-сиккхапада
23. Бхиккхунупассая-сиккхапада
24. Амиса-сиккхапада
25. Чиварадана-сиккхапада
26. Чиварасиббана-сиккхапада
27. Самвиддхана-сиккхапада
28. Навабхирухана-сиккхапада
29. Парипачита-сиккхапада
30. Рахонисадджа-сиккхапада
31. Авасатхапинда-сиккхапада
32. Ганабходжана-сиккхапада
33. Парампарабходжана-сиккхапада
34. Канамату-сиккхапада
35. Паварана-сиккхапада
36. Дутияпаварана-сиккхапада
37. Викалабходжана-сиккхапада
38. Саннидхикарака-сиккхапада
39. Панитабходжана-сиккхапада
40. Дантапона-сиккхапада
41. Ачелака-сиккхапада
42. Уййоджана-сиккхапада
43. Сабходжана-сиккхапада
44. Рахопатиччханна-сиккхапада
45. Рахонисадджа-сиккхапада
46. Чаритта-сиккхапада
47. Маханама-сиккхапада
48. Уйюттасена-сиккхапада
49. Сенаваса-сиккхапада
50. Уййодхика-сиккхапада
51. Сурапана-сиккхапада
52. Ангулипатодака-сиккхапада
53. Хасадхамма-сиккхапада
54. Анадария-сиккхапада
55. Бхимсапана-сиккхапада
56. Джотика-сиккхапада
57. Нахана-сиккхапада
58. Дуббаннакарана-сиккхапада
59. Викаппана-сиккхапада
60. Чивараапанидхана-сиккхапада
61. Санчичча-сиккхапада
62. Саппанака-сиккхапада
63. Уккртана-сиккхапада
64. Дуттхулла-сиккхапада
65. Унависативасса-сиккхапада
66. Тхейясаттха-сиккхапада
67. Самвидхана-сиккхапада
68. Ариттха-сиккхапада
69. Уккхиттасамбхога-сиккхапада
70. Кантака-сиккхапада
71. Сахадхаммика-сиккхапада
72. Вилекхана-сиккхапада
73. Мохана-сиккхапада
74. Пахара-сиккхапада
75. Таласаттика-сиккхапада
76. Амулака-сиккхапада
77. Санчичча-сиккхапада
78. Упассути-сиккхапада
79. Каммапатибахана-сиккхапада
80. Чхандамадатвагамана-сиккхапада
81. Дуббала-сиккхапада
82. Паринамана-сиккхапада
83. Антепура-сиккхапада
84. Ратана-сиккхапада
85. Викалагамаппависана-сиккхапада
86. Сачигхара-сиккхапада
87. Манчапитха-сиккхапада
88. Тулонаддха-сиккхапада
89. Нисидана-сиккхапада
90. Кандуппатиччхади-сиккхапада
91. Вассикасатика-сиккхапада
92. Нанда-сиккхапада

## Патидесания
Нарушения, требующие признания определённой формы.
1. Патхамапатидесания-сиккхапада
2. Дутияпатидесания-сиккхапада
3. Татияпатидесания-сиккхапада
4. Чатуттхапатидесания-сиккхапада

## Секхия
Нормы поведения. 1-26 "Саруппа" - правила надлежащего повведения; 27-56 "Бходжанапатисамьютта" - правила приёма пищи; 57-72 "Дхаммадесанапатисамьютта" - правила обучения дхамме; 73-75 "Пакиннака" - разное.
1. Паримандала-сиккхапада
2. Дутияпаримандала-сиккхапада
3. Суппатиччханна-сиккхапада
4. Дутиясуппатиччханна-сиккхапада
5. Сусамвита-сиккхапада
6. Дутиясусамвита-сиккхапада
7. Оккхиттачаккху-сиккхапада
8. Дутияоккхиттачаккху-сиккхапада
9. Уккхиттака-сиккхапада
10. Дутияуккхиттака-сиккхапада
11. Удджаггхика-сиккхапада
12. Дутияудджаггхика-сиккхапада
13. Уччасадда-сиккхапада
14. Дутияуччасадда-сиккхапада
15. Кайаппачалака-сиккхапада
16. Дутиякайаппачалака-сиккхапада
17. Бахуппачалака-сиккхапада
18. Дутиябахуппачлака-сиккхапада
19. Сисаппачалака-сиккхапада
20. Дутиясисаппачалака-сиккхапада
21. Кхамбхаката-сиккхапада
22. Дутиякхамбхаката-сиккхапада
23. Огунтхити-сиккхапада
24. Дутияогунтхита-сиккхапада
25. Уккутика-сиккхапада
26. Паллатхика-сиккхапада
27. Саккаччапатиггахана-сиккхапада
28. Паттасаннипатиггахана-сиккхапада
29. Самасупакапатиггахана-сиккхапада
30. Саматиттика-сиккхапада
31. Саккачча-сиккхапада
32. Паттасанни-сиккхапада
33. Сападана-сиккхапада
34. Самасупака-сиккхапада
35. Тхупаката-сиккхапада
36. Оданаппатиччхадана-сиккхапада
37. Суподанавинятти-сиккхапада
38. Удджханасанни-сиккхапада
39. Кабала-сиккхапада
40. Алопа-сиккхапада
41. Анахата-сиккхапада
42. Дутияанахата-сиккхапада
43. Сакабала-сиккхапада
44. Пиндуккхепака-сиккхапада
45. Кабалаваччхедака-сиккхапада
46. Авагандакарака-сиккхапада
47. Хаттханиддхунака-сиккхапада
48. Ситтхавакарака-сиккхапада
49. Дживханиччхарака-сиккхапада
50. Чапучапукарака-сиккхапада
51. Сурусурукарака-сиккхапада
52. Хаттханиллехака-сиккхапада
53. Паттанилехака-сиккхапада
54. Оттханиллехака-сиккхапада
55. Самиса-сиккхапада
56. Саситтхака-сиккхапада
57. Чхаттапани-сиккхапада
58. Дандапани-сиккхапада
59. Саттхапани-сиккхапада
60. Авудхапани-сиккхапада
61. Падука-сиккхапада
62. Упаханарулха-сиккхапада
63. Яна-сиккхапада
64. Саяна-сиккхапада
65. Паллаттхика-сиккхапада
66. Ветхита-сиккхапада
67. Огунтхита-сиккхапада
68. Чхама-сиккхапада
69. Ничасана-сиккхапада
70. Тхита-сиккхапада
71. Паччхатогамана-сиккхапада
72. Уппатхенагамана-сиккхапада
73. Тхитоуччара-сиккхапада
74. Харитэуччара-сиккхапада
75. Удакеуччара-сиккхапада

## Адхикаранасаматха
Правила рассмотрения спорных вопросов.
1. Самукхавиная
2. Сативиная
3. Амулхавиная
4. Патиннятакарана
5. Ебхуйясика
6. Тассапапиясика
7. Тинаваттхарака